# ایان کیت
ایان کیت (انگلیسی: Ian Keith; زاده ۲۷ فوریهٔ ۱۸۹۹ – درگذشته ۲۶ مارس ۱۹۶۰) یک هنرپیشه اهل ایالات متحده آمریکا بود.

## گزیده فیلمشناسی
از فیلم‌ها یا برنامه‌های تلویزیونی که وی در آن نقش داشته‌است می‌توان به آثار زیر اشاره کرد.
- دو شوالیه عرب (۱۹۲۷)
- بانوی الهی (۱۹۲۹)
- آبراهام لینکلن (فیلم ۱۹۳۰) (۱۹۳۰)
- فرود و فراز سوزان لنوکس (۱۹۳۱)
- ملکه کریستینا (۱۹۳۳)
- کلئوپاترا (فیلم ۱۹۳۴) (۱۹۳۴)
- ماری ملکه اسکاتلند (۱۹۳۶)
- جنگ‌های صلیبی (فیلم) (۱۹۳۵)
- سه تفنگدار (فیلم ۱۹۳۵) (۱۹۳۵)
- بوکانیر (فیلم ۱۹۳۸) (۱۹۳۸)
- شاهین دریا (فیلم ۱۹۴۰) (۱۹۴۰)
- همه اینها به‌اضافه بهشت (۱۹۴۰)
- پنج گور تا قاهره (۱۹۴۳)
- سه تفنگدار (فیلم ۱۹۴۸) (۱۹۴۸)
- ده فرمان (فیلم ۱۹۵۶) (۱۹۵۶)